# Mary (film, 1931)
Pour les articles homonymes, voir Mary.
Pour la version britannique du film, voir Meurtre (film).
Pour plus de détails, voir Fiche technique et Distribution.
Mary est un film germano-britannique réalisé par Alfred Hitchcock et sorti en 1931. Il s'agit de la version allemande de Meurtre, tourné simultanément en anglais par le réalisateur.

## Synopsis
Le film s'ouvre par un cri dans la nuit. Le voisinage s'inquiète. La police arrive et découvre qu'une jeune femme, Ellen Moore, a été tuée alors qu'elle dînait avec Mary Baring. Cette dernière, restée dans la pièce du meurtre, l'air hagard, est accusée d'être coupable. D'après les témoignages, les deux jeunes femmes, actrices de théâtre dans la même troupe, se détestaient pour des raisons de cœur. Mary avait toutefois invité Ellen à dîner. Interrogée au tribunal, l'accusée affirme être innocente et avoir voulu se réconcilier avec Ellen en l'invitant. Elle déclare n'avoir aucun souvenir du moment du meurtre, frappée d'amnésie.
Les onze jurés doivent se prononcer sur la culpabilité de Mary. Huit d'entre eux la considèrent coupable. Deux autres finissent par se joindre à l'opinion majoritaire. Un homme, Sir John, la juge innocente et cherche à démontrer les incohérences de ses contradicteurs, à commencer par le fait que l'amnésie de Mary Baring est un argument si faible qu'aucun meurtrier n'aurait imaginé y avoir recours. Sous la pression de ses pairs, Sir John accepte toutefois de changer son vote. La peine de mort est prononcée à l'encontre de l'accusée.
De retour chez lui, Sir John est pris de remords. Persuadé que l'affaire est plus complexe qu'il n'y paraît, il se concentre sur un détail de la scène de crime : une bouteille de brandy a été bue, mais sans doute ni par la victime, ni par l'accusée. Une troisième personne aurait donc été présente dans la pièce. Sir John fait venir chez lui M. Brown, à la fois juré et témoin du voisinage. En lui offrant un emploi, ainsi qu'à sa femme, Sir John s'assure de leur collaboration. Madame Brown reconnaît alors un fait étrange : ayant regardé par la fenêtre de son appartement après avoir entendu le cri, celle-ci a vu un policier déjà présent aux abords de la maison. Un second policier a ensuite accouru et le premier n'a dès lors plus été aperçu.
Sir John considère que le premier homme aperçu par madame Brown était le meurtrier, déguisé en policier. Peu après, Sir John apprend qu'un acteur de la troupe de Mary, dénommé Stewart, possédait un costume de policier. M. Brown rapporte quant à lui la découverte d'un étui à cigarettes appartenant à Stewart, sur lequel se trouvaient des taches de sang. Sir John considère que Mary s'est laissé accuser pour protéger Stewart, qu'elle aimait probablement. Sir John se rend à la prison où Mary est détenue et lui montre l'étui à cigarettes : celle-ci s'exclame qu'il appartient à Fane, à la fois acteur dans la troupe de théâtre et trapéziste dans un cirque.
Sir John convoque Fane dans son bureau et lui laisse croire qu'il vient de rédiger une nouvelle pièce dont il souhaiterait lui confier le rôle principal. Cette pièce constituerait le récit des événements survenus avant le meurtre d'Ellen Moore. Un rôle particulier serait donné au fait qu'une bouteille de brandy a été bue, sans attirer l'attention des jurés. Sir John constate la fébrilité de Fane. Ce dernier découvre néanmoins qu'il s'agit d'une supercherie : à l'exception d'une première page de dialogues, la pièce n'a pas été écrite par Sir John. L'acteur se retire, affirmant n'avoir nulle intention de participer à ce projet inachevé.
Accompagné de M. Brown, Sir John vient voir Fane dans sa loge de cirque avant son numéro de trapéziste et convient d'une nouvelle discussion après le spectacle. Sir John et M. Brown s'installent dans les gradins. Fane, se sachant perdu, exécute le début de son numéro puis attrape une corde pour se pendre sous les yeux de la foule. Une lettre est retrouvée dans sa loge. Il y avoue son crime : étant entré par la fenêtre sans être entendu, il a bousculé Mary qui, en tombant contre une table, s'est momentanément évanouie. Il a alors tué Ellen, avec qui il avait eu une liaison par le passé, et qui cherchait à le discréditer auprès de Mary, avec qui un amour réciproque s'était noué. Fane était en effet un ancien prisonnier évadé, et Ellen cherchait à en avertir sa rivale. Ce témoignage permet d'innocenter Mary.

## Fiche technique
- Titre original : Mary
- Réalisateur : Alfred Hitchcock
- Scénario : Herbert Juttke, Georg C. Klaren et Alma Reville d'après la nouvelle Enter Sir John de Clemence Dane et Helen Simpson
- Photographie : Jack E. Cox
- Son : Cecil Thornton
- Musique : John Reynders
- Société de production : British International Pictures
- Société de distribution : Süd-Film (Allemagne)
- Pays d'origine : Allemagne  République de Weimar /  Royaume-Uni
- Format : Noir et blanc - 35 mm - 1,20:1 - son mono
- Genre : Policier
- Durée : 80 minutes
- Dates de sortie : 
  - Allemagne  République de Weimar : 2 mars 1931

## Distribution
- Alfred Abel : Sir John Menier
- Olga Tschechowa : Mary Baring
- Paul Graetz : Bobby Brown
- Lotte Stein : Bebe Brown
- Ekkehard Arendt (en) : Handel Fane
- Jack Mylong-Münz : John Stuart
- Louis Ralph : Bennet
- Hermine Sterler : Miß Miller
- Fritz Alberti : Défenseur
- Else Schünzel
- Julius Brandt
- Rudolph Meinhardt Junger
- Fritz Grossman
- Lucie Euler
- Harry Hardt : Inspecteur
- Eugen Burg : Détective
- Heinrich Gotho
- Esme V. Chaplin : Procureur général
- Miles Mander : Gordon Moore
- Hertha von Walther

## Ressortie DVD
Mary a longtemps été cru perdu et n'a pas été disponible légalement en format vidéo avant le 21 avril 2006, quand le film sortit en bonus de la version DVD de Meurtre. Deux mois plus tard, le 20 juin 2006, il sortit aussi sur une version française DVD de La Taverne de la Jamaïque.

## Autour du film
Seulement deux acteurs de la version anglaise, Miles Mander et Esme V. Chaplin, apparaissent dans la version allemande. On peut y remarquer la présence d'Olga Tchekhova, actrice russo-allemande célèbre de l'époque.